# Campionato iraniano di calcio
Il campionato iraniano di calcio (in persiano ساختار لیگ فوتبال ایران‎) è un insieme di tornei istituiti dalla Federazione calcistica dell'Iran (IRIFF).
Ha come prima divisione la Lega professionistica del Golfo persico.

## Storia
Il calcio fu importato in Persia, l'attuale Iran, agli inizi del XX secolo. Dal 1960 si iniziarono a disputare a Teheran dei tornei, il primo dei quali venne vinto dallo Shahin. Nel 1970, con il nome di Lega regionale, si disputò il primo torneo nazionale, vinto dal Taj.
Il torneo, che dal 1973 aveva preso il nome di Coppa del Trono di Jamshid, venne interrotto nel 1978 a causa della rivoluzione iraniana e non venne disputato sino al 1989. In questo periodo si tennero solo alcuni tornei a carattere regionale. Dal 1990 si iniziò a disputare la Lega Azadegan, divenuta nel 2001 Lega professionistica d'Iran e nel 2006 Lega professionistica del Golfo persico. Oggi la dizione Lega Azadegan è utilizzata per designare la seconda divisione.

## Piramide attuale
| Livello | Livello | Lega/Divisione | Lega/Divisione | Lega/Divisione | Lega/Divisione | Lega/Divisione | Lega/Divisione | Lega/Divisione | Lega/Divisione | Lega/Divisione | Lega/Divisione | Lega/Divisione | Lega/Divisione | Lega/Divisione | Lega/Divisione | Lega/Divisione | Lega/Divisione | Lega/Divisione | Lega/Divisione |
| ------- | ------- | --- | --- | --- | --- | --- | --- | --- | --- | --- | --- | --- | --- | --- | --- | --- | --- | --- | --- |
| 1       | 1       | Lega professionistica del Golfo persico 16 squadre 2 retrocesse | Lega professionistica del Golfo persico 16 squadre 2 retrocesse | Lega professionistica del Golfo persico 16 squadre 2 retrocesse | Lega professionistica del Golfo persico 16 squadre 2 retrocesse | Lega professionistica del Golfo persico 16 squadre 2 retrocesse | Lega professionistica del Golfo persico 16 squadre 2 retrocesse | Lega professionistica del Golfo persico 16 squadre 2 retrocesse | Lega professionistica del Golfo persico 16 squadre 2 retrocesse | Lega professionistica del Golfo persico 16 squadre 2 retrocesse | Lega professionistica del Golfo persico 16 squadre 2 retrocesse | Lega professionistica del Golfo persico 16 squadre 2 retrocesse | Lega professionistica del Golfo persico 16 squadre 2 retrocesse | Lega professionistica del Golfo persico 16 squadre 2 retrocesse | Lega professionistica del Golfo persico 16 squadre 2 retrocesse | Lega professionistica del Golfo persico 16 squadre 2 retrocesse | Lega professionistica del Golfo persico 16 squadre 2 retrocesse | Lega professionistica del Golfo persico 16 squadre 2 retrocesse | Lega professionistica del Golfo persico 16 squadre 2 retrocesse |
| 2       | 2       | Lega Azadegan 18 squadre 2 promosse, 3 retrocesse | Lega Azadegan 18 squadre 2 promosse, 3 retrocesse | Lega Azadegan 18 squadre 2 promosse, 3 retrocesse | Lega Azadegan 18 squadre 2 promosse, 3 retrocesse | Lega Azadegan 18 squadre 2 promosse, 3 retrocesse | Lega Azadegan 18 squadre 2 promosse, 3 retrocesse | Lega Azadegan 18 squadre 2 promosse, 3 retrocesse | Lega Azadegan 18 squadre 2 promosse, 3 retrocesse | Lega Azadegan 18 squadre 2 promosse, 3 retrocesse | Lega Azadegan 18 squadre 2 promosse, 3 retrocesse | Lega Azadegan 18 squadre 2 promosse, 3 retrocesse | Lega Azadegan 18 squadre 2 promosse, 3 retrocesse | Lega Azadegan 18 squadre 2 promosse, 3 retrocesse | Lega Azadegan 18 squadre 2 promosse, 3 retrocesse | Lega Azadegan 18 squadre 2 promosse, 3 retrocesse | Lega Azadegan 18 squadre 2 promosse, 3 retrocesse | Lega Azadegan 18 squadre 2 promosse, 3 retrocesse | Lega Azadegan 18 squadre 2 promosse, 3 retrocesse |
| 3       | 3       | Seconda divisione Gruppo 1 14 squadre 1 o 2 promosse, 2 retrocesse | Seconda divisione Gruppo 1 14 squadre 1 o 2 promosse, 2 retrocesse | Seconda divisione Gruppo 1 14 squadre 1 o 2 promosse, 2 retrocesse | Seconda divisione Gruppo 1 14 squadre 1 o 2 promosse, 2 retrocesse | Seconda divisione Gruppo 1 14 squadre 1 o 2 promosse, 2 retrocesse | Seconda divisione Gruppo 1 14 squadre 1 o 2 promosse, 2 retrocesse | Seconda divisione Gruppo 1 14 squadre 1 o 2 promosse, 2 retrocesse | Seconda divisione Gruppo 1 14 squadre 1 o 2 promosse, 2 retrocesse | Seconda divisione Gruppo 2 14 squadre 1 o 2 promosse, 2 retrocesse | Seconda divisione Gruppo 2 14 squadre 1 o 2 promosse, 2 retrocesse | Seconda divisione Gruppo 2 14 squadre 1 o 2 promosse, 2 retrocesse | Seconda divisione Gruppo 2 14 squadre 1 o 2 promosse, 2 retrocesse | Seconda divisione Gruppo 2 14 squadre 1 o 2 promosse, 2 retrocesse | Seconda divisione Gruppo 2 14 squadre 1 o 2 promosse, 2 retrocesse | Seconda divisione Gruppo 2 14 squadre 1 o 2 promosse, 2 retrocesse | Seconda divisione Gruppo 2 14 squadre 1 o 2 promosse, 2 retrocesse | | |
| 4       | 4       | Terza divisione - seconda fase Gruppo 1 10 squadre 2 promosse, 3 retrocesse | Terza divisione - seconda fase Gruppo 1 10 squadre 2 promosse, 3 retrocesse | Terza divisione - seconda fase Gruppo 1 10 squadre 2 promosse, 3 retrocesse | Terza divisione - seconda fase Gruppo 1 10 squadre 2 promosse, 3 retrocesse | Terza divisione - seconda fase Gruppo 1 10 squadre 2 promosse, 3 retrocesse | Terza divisione - seconda fase Gruppo 2 10 squadre 2 promosse, 3 retrocesse | Terza divisione - seconda fase Gruppo 2 10 squadre 2 promosse, 3 retrocesse | Terza divisione - seconda fase Gruppo 2 10 squadre 2 promosse, 3 retrocesse | Terza divisione - seconda fase Gruppo 2 10 squadre 2 promosse, 3 retrocesse | Terza divisione - seconda fase Gruppo 2 10 squadre 2 promosse, 3 retrocesse | Terza divisione - seconda fase Gruppo 3 10 squadre 2 promosse, 3 retrocesse | Terza divisione - seconda fase Gruppo 3 10 squadre 2 promosse, 3 retrocesse | Terza divisione - seconda fase Gruppo 3 10 squadre 2 promosse, 3 retrocesse | Terza divisione - seconda fase Gruppo 3 10 squadre 2 promosse, 3 retrocesse | Terza divisione - seconda fase Gruppo 3 10 squadre 2 promosse, 3 retrocesse | | | |
| 5       | 5       | Terza divisione - prima fase Gruppo A 13 squadre 2 promosse, 8 retrocesse | Terza divisione - prima fase Gruppo A 13 squadre 2 promosse, 8 retrocesse | Terza divisione - prima fase Gruppo A 13 squadre 2 promosse, 8 retrocesse | Terza divisione - prima fase Gruppo B 13 squadre 2 promosse, 8 retrocesse | Terza divisione - prima fase Gruppo B 13 squadre 2 promosse, 8 retrocesse | Terza divisione - prima fase Gruppo B 13 squadre 2 promosse, 8 retrocesse | Terza divisione - prima fase Gruppo C 13 squadre 2 promosse, 8 retrocesse | Terza divisione - prima fase Gruppo C 13 squadre 2 promosse, 8 retrocesse | Terza divisione - prima fase Gruppo C 13 squadre 2 promosse, 8 retrocesse | Terza divisione - prima fase Gruppo D 13 squadre 2 promosse, 8 retrocesse | Terza divisione - prima fase Gruppo D 13 squadre 2 promosse, 8 retrocesse | Terza divisione - prima fase Gruppo D 13 squadre 2 promosse, 8 retrocesse | Terza divisione - prima fase Gruppo E 13 squadre 2 promosse, 8 retrocesse | Terza divisione - prima fase Gruppo E 13 squadre 2 promosse, 8 retrocesse | Terza divisione - prima fase Gruppo E 13 squadre 2 promosse, 8 retrocesse | | | |
| 6       | 6       | Campionati provinciali Alborz Province League, Ardabil Provincial League, Bushehr Province League, Chaharmahal and Bakhtiari Province League, East Azarbaijan Province League, Esfahan Province League, Fars Province League, Gilan Province League, Golestan Province League, Hamadan Province League, Hormozgan Province League, Ilam Province League, Kerman Province League, Kermanshah Province League, Khuzestan Province League, Kohgiluyeh and Boyer-Ahmad Province League, Kordestan Province League, Lorestan Province League, Markazi Province League, Mazandaran Province League, North Khorasan Province League, Qazvin Province League, Qom Province League, Razavi Khorasan Province League, Semnan Province League, Sistan and Baluchestan Province League, South Khorasan Province League, Tehran Province League, West Azarbaijan Province League, Yazd Province League, Zanjan Province League (campionati organizzati da federazioni provinciali) | Campionati provinciali Alborz Province League, Ardabil Provincial League, Bushehr Province League, Chaharmahal and Bakhtiari Province League, East Azarbaijan Province League, Esfahan Province League, Fars Province League, Gilan Province League, Golestan Province League, Hamadan Province League, Hormozgan Province League, Ilam Province League, Kerman Province League, Kermanshah Province League, Khuzestan Province League, Kohgiluyeh and Boyer-Ahmad Province League, Kordestan Province League, Lorestan Province League, Markazi Province League, Mazandaran Province League, North Khorasan Province League, Qazvin Province League, Qom Province League, Razavi Khorasan Province League, Semnan Province League, Sistan and Baluchestan Province League, South Khorasan Province League, Tehran Province League, West Azarbaijan Province League, Yazd Province League, Zanjan Province League (campionati organizzati da federazioni provinciali) | Campionati provinciali Alborz Province League, Ardabil Provincial League, Bushehr Province League, Chaharmahal and Bakhtiari Province League, East Azarbaijan Province League, Esfahan Province League, Fars Province League, Gilan Province League, Golestan Province League, Hamadan Province League, Hormozgan Province League, Ilam Province League, Kerman Province League, Kermanshah Province League, Khuzestan Province League, Kohgiluyeh and Boyer-Ahmad Province League, Kordestan Province League, Lorestan Province League, Markazi Province League, Mazandaran Province League, North Khorasan Province League, Qazvin Province League, Qom Province League, Razavi Khorasan Province League, Semnan Province League, Sistan and Baluchestan Province League, South Khorasan Province League, Tehran Province League, West Azarbaijan Province League, Yazd Province League, Zanjan Province League (campionati organizzati da federazioni provinciali) | Campionati provinciali Alborz Province League, Ardabil Provincial League, Bushehr Province League, Chaharmahal and Bakhtiari Province League, East Azarbaijan Province League, Esfahan Province League, Fars Province League, Gilan Province League, Golestan Province League, Hamadan Province League, Hormozgan Province League, Ilam Province League, Kerman Province League, Kermanshah Province League, Khuzestan Province League, Kohgiluyeh and Boyer-Ahmad Province League, Kordestan Province League, Lorestan Province League, Markazi Province League, Mazandaran Province League, North Khorasan Province League, Qazvin Province League, Qom Province League, Razavi Khorasan Province League, Semnan Province League, Sistan and Baluchestan Province League, South Khorasan Province League, Tehran Province League, West Azarbaijan Province League, Yazd Province League, Zanjan Province League (campionati organizzati da federazioni provinciali) | Campionati provinciali Alborz Province League, Ardabil Provincial League, Bushehr Province League, Chaharmahal and Bakhtiari Province League, East Azarbaijan Province League, Esfahan Province League, Fars Province League, Gilan Province League, Golestan Province League, Hamadan Province League, Hormozgan Province League, Ilam Province League, Kerman Province League, Kermanshah Province League, Khuzestan Province League, Kohgiluyeh and Boyer-Ahmad Province League, Kordestan Province League, Lorestan Province League, Markazi Province League, Mazandaran Province League, North Khorasan Province League, Qazvin Province League, Qom Province League, Razavi Khorasan Province League, Semnan Province League, Sistan and Baluchestan Province League, South Khorasan Province League, Tehran Province League, West Azarbaijan Province League, Yazd Province League, Zanjan Province League (campionati organizzati da federazioni provinciali) | Campionati provinciali Alborz Province League, Ardabil Provincial League, Bushehr Province League, Chaharmahal and Bakhtiari Province League, East Azarbaijan Province League, Esfahan Province League, Fars Province League, Gilan Province League, Golestan Province League, Hamadan Province League, Hormozgan Province League, Ilam Province League, Kerman Province League, Kermanshah Province League, Khuzestan Province League, Kohgiluyeh and Boyer-Ahmad Province League, Kordestan Province League, Lorestan Province League, Markazi Province League, Mazandaran Province League, North Khorasan Province League, Qazvin Province League, Qom Province League, Razavi Khorasan Province League, Semnan Province League, Sistan and Baluchestan Province League, South Khorasan Province League, Tehran Province League, West Azarbaijan Province League, Yazd Province League, Zanjan Province League (campionati organizzati da federazioni provinciali) | Campionati provinciali Alborz Province League, Ardabil Provincial League, Bushehr Province League, Chaharmahal and Bakhtiari Province League, East Azarbaijan Province League, Esfahan Province League, Fars Province League, Gilan Province League, Golestan Province League, Hamadan Province League, Hormozgan Province League, Ilam Province League, Kerman Province League, Kermanshah Province League, Khuzestan Province League, Kohgiluyeh and Boyer-Ahmad Province League, Kordestan Province League, Lorestan Province League, Markazi Province League, Mazandaran Province League, North Khorasan Province League, Qazvin Province League, Qom Province League, Razavi Khorasan Province League, Semnan Province League, Sistan and Baluchestan Province League, South Khorasan Province League, Tehran Province League, West Azarbaijan Province League, Yazd Province League, Zanjan Province League (campionati organizzati da federazioni provinciali) | Campionati provinciali Alborz Province League, Ardabil Provincial League, Bushehr Province League, Chaharmahal and Bakhtiari Province League, East Azarbaijan Province League, Esfahan Province League, Fars Province League, Gilan Province League, Golestan Province League, Hamadan Province League, Hormozgan Province League, Ilam Province League, Kerman Province League, Kermanshah Province League, Khuzestan Province League, Kohgiluyeh and Boyer-Ahmad Province League, Kordestan Province League, Lorestan Province League, Markazi Province League, Mazandaran Province League, North Khorasan Province League, Qazvin Province League, Qom Province League, Razavi Khorasan Province League, Semnan Province League, Sistan and Baluchestan Province League, South Khorasan Province League, Tehran Province League, West Azarbaijan Province League, Yazd Province League, Zanjan Province League (campionati organizzati da federazioni provinciali) | Campionati provinciali Alborz Province League, Ardabil Provincial League, Bushehr Province League, Chaharmahal and Bakhtiari Province League, East Azarbaijan Province League, Esfahan Province League, Fars Province League, Gilan Province League, Golestan Province League, Hamadan Province League, Hormozgan Province League, Ilam Province League, Kerman Province League, Kermanshah Province League, Khuzestan Province League, Kohgiluyeh and Boyer-Ahmad Province League, Kordestan Province League, Lorestan Province League, Markazi Province League, Mazandaran Province League, North Khorasan Province League, Qazvin Province League, Qom Province League, Razavi Khorasan Province League, Semnan Province League, Sistan and Baluchestan Province League, South Khorasan Province League, Tehran Province League, West Azarbaijan Province League, Yazd Province League, Zanjan Province League (campionati organizzati da federazioni provinciali) | Campionati provinciali Alborz Province League, Ardabil Provincial League, Bushehr Province League, Chaharmahal and Bakhtiari Province League, East Azarbaijan Province League, Esfahan Province League, Fars Province League, Gilan Province League, Golestan Province League, Hamadan Province League, Hormozgan Province League, Ilam Province League, Kerman Province League, Kermanshah Province League, Khuzestan Province League, Kohgiluyeh and Boyer-Ahmad Province League, Kordestan Province League, Lorestan Province League, Markazi Province League, Mazandaran Province League, North Khorasan Province League, Qazvin Province League, Qom Province League, Razavi Khorasan Province League, Semnan Province League, Sistan and Baluchestan Province League, South Khorasan Province League, Tehran Province League, West Azarbaijan Province League, Yazd Province League, Zanjan Province League (campionati organizzati da federazioni provinciali) | Campionati provinciali Alborz Province League, Ardabil Provincial League, Bushehr Province League, Chaharmahal and Bakhtiari Province League, East Azarbaijan Province League, Esfahan Province League, Fars Province League, Gilan Province League, Golestan Province League, Hamadan Province League, Hormozgan Province League, Ilam Province League, Kerman Province League, Kermanshah Province League, Khuzestan Province League, Kohgiluyeh and Boyer-Ahmad Province League, Kordestan Province League, Lorestan Province League, Markazi Province League, Mazandaran Province League, North Khorasan Province League, Qazvin Province League, Qom Province League, Razavi Khorasan Province League, Semnan Province League, Sistan and Baluchestan Province League, South Khorasan Province League, Tehran Province League, West Azarbaijan Province League, Yazd Province League, Zanjan Province League (campionati organizzati da federazioni provinciali) | Campionati provinciali Alborz Province League, Ardabil Provincial League, Bushehr Province League, Chaharmahal and Bakhtiari Province League, East Azarbaijan Province League, Esfahan Province League, Fars Province League, Gilan Province League, Golestan Province League, Hamadan Province League, Hormozgan Province League, Ilam Province League, Kerman Province League, Kermanshah Province League, Khuzestan Province League, Kohgiluyeh and Boyer-Ahmad Province League, Kordestan Province League, Lorestan Province League, Markazi Province League, Mazandaran Province League, North Khorasan Province League, Qazvin Province League, Qom Province League, Razavi Khorasan Province League, Semnan Province League, Sistan and Baluchestan Province League, South Khorasan Province League, Tehran Province League, West Azarbaijan Province League, Yazd Province League, Zanjan Province League (campionati organizzati da federazioni provinciali) | Campionati provinciali Alborz Province League, Ardabil Provincial League, Bushehr Province League, Chaharmahal and Bakhtiari Province League, East Azarbaijan Province League, Esfahan Province League, Fars Province League, Gilan Province League, Golestan Province League, Hamadan Province League, Hormozgan Province League, Ilam Province League, Kerman Province League, Kermanshah Province League, Khuzestan Province League, Kohgiluyeh and Boyer-Ahmad Province League, Kordestan Province League, Lorestan Province League, Markazi Province League, Mazandaran Province League, North Khorasan Province League, Qazvin Province League, Qom Province League, Razavi Khorasan Province League, Semnan Province League, Sistan and Baluchestan Province League, South Khorasan Province League, Tehran Province League, West Azarbaijan Province League, Yazd Province League, Zanjan Province League (campionati organizzati da federazioni provinciali) | Campionati provinciali Alborz Province League, Ardabil Provincial League, Bushehr Province League, Chaharmahal and Bakhtiari Province League, East Azarbaijan Province League, Esfahan Province League, Fars Province League, Gilan Province League, Golestan Province League, Hamadan Province League, Hormozgan Province League, Ilam Province League, Kerman Province League, Kermanshah Province League, Khuzestan Province League, Kohgiluyeh and Boyer-Ahmad Province League, Kordestan Province League, Lorestan Province League, Markazi Province League, Mazandaran Province League, North Khorasan Province League, Qazvin Province League, Qom Province League, Razavi Khorasan Province League, Semnan Province League, Sistan and Baluchestan Province League, South Khorasan Province League, Tehran Province League, West Azarbaijan Province League, Yazd Province League, Zanjan Province League (campionati organizzati da federazioni provinciali) | Campionati provinciali Alborz Province League, Ardabil Provincial League, Bushehr Province League, Chaharmahal and Bakhtiari Province League, East Azarbaijan Province League, Esfahan Province League, Fars Province League, Gilan Province League, Golestan Province League, Hamadan Province League, Hormozgan Province League, Ilam Province League, Kerman Province League, Kermanshah Province League, Khuzestan Province League, Kohgiluyeh and Boyer-Ahmad Province League, Kordestan Province League, Lorestan Province League, Markazi Province League, Mazandaran Province League, North Khorasan Province League, Qazvin Province League, Qom Province League, Razavi Khorasan Province League, Semnan Province League, Sistan and Baluchestan Province League, South Khorasan Province League, Tehran Province League, West Azarbaijan Province League, Yazd Province League, Zanjan Province League (campionati organizzati da federazioni provinciali) | Campionati provinciali Alborz Province League, Ardabil Provincial League, Bushehr Province League, Chaharmahal and Bakhtiari Province League, East Azarbaijan Province League, Esfahan Province League, Fars Province League, Gilan Province League, Golestan Province League, Hamadan Province League, Hormozgan Province League, Ilam Province League, Kerman Province League, Kermanshah Province League, Khuzestan Province League, Kohgiluyeh and Boyer-Ahmad Province League, Kordestan Province League, Lorestan Province League, Markazi Province League, Mazandaran Province League, North Khorasan Province League, Qazvin Province League, Qom Province League, Razavi Khorasan Province League, Semnan Province League, Sistan and Baluchestan Province League, South Khorasan Province League, Tehran Province League, West Azarbaijan Province League, Yazd Province League, Zanjan Province League (campionati organizzati da federazioni provinciali) | Campionati provinciali Alborz Province League, Ardabil Provincial League, Bushehr Province League, Chaharmahal and Bakhtiari Province League, East Azarbaijan Province League, Esfahan Province League, Fars Province League, Gilan Province League, Golestan Province League, Hamadan Province League, Hormozgan Province League, Ilam Province League, Kerman Province League, Kermanshah Province League, Khuzestan Province League, Kohgiluyeh and Boyer-Ahmad Province League, Kordestan Province League, Lorestan Province League, Markazi Province League, Mazandaran Province League, North Khorasan Province League, Qazvin Province League, Qom Province League, Razavi Khorasan Province League, Semnan Province League, Sistan and Baluchestan Province League, South Khorasan Province League, Tehran Province League, West Azarbaijan Province League, Yazd Province League, Zanjan Province League (campionati organizzati da federazioni provinciali) | Campionati provinciali Alborz Province League, Ardabil Provincial League, Bushehr Province League, Chaharmahal and Bakhtiari Province League, East Azarbaijan Province League, Esfahan Province League, Fars Province League, Gilan Province League, Golestan Province League, Hamadan Province League, Hormozgan Province League, Ilam Province League, Kerman Province League, Kermanshah Province League, Khuzestan Province League, Kohgiluyeh and Boyer-Ahmad Province League, Kordestan Province League, Lorestan Province League, Markazi Province League, Mazandaran Province League, North Khorasan Province League, Qazvin Province League, Qom Province League, Razavi Khorasan Province League, Semnan Province League, Sistan and Baluchestan Province League, South Khorasan Province League, Tehran Province League, West Azarbaijan Province League, Yazd Province League, Zanjan Province League (campionati organizzati da federazioni provinciali) |